# Ubaid-kultúra

Az Ubaid-kultúra területe

Az Ubaid-kultúra egy őskori kultúra Dél-Mezopotámiában, azaz az egykori Sumer (a mai Dél-Irak) területén, ami az Ur városához közeli Tell el-Ubaid halomról kapta a nevét. A kultúra legalább Kr. e. 5900-tól – a radiokarbon vizsgálatok szerint – mintegy Kr. e. 4300-ig, az újkőkorszak és a kőrézkor idején létezett. A korszak előtt a területen komolyabb emberi letelepedésre utaló jelek nem mutathatók ki. Ebben az időszakban a terület sokkal csapadékosabb és mocsarasabb volt, mint ma. Népének etnikai jellegét nem ismerjük, de nem sumer és nem sémi volt. Kerámiatípusai alapján az Ubaid-korszakot négy időszakra szokás bontani. Ez a négy szakasz szoros korrelációt mutat az elámi Szúza öt periódusával.
Az Ubaid-kultúrát az Uruk-kultúra váltotta fel.

## Alkorszakok

### Ubaid 1

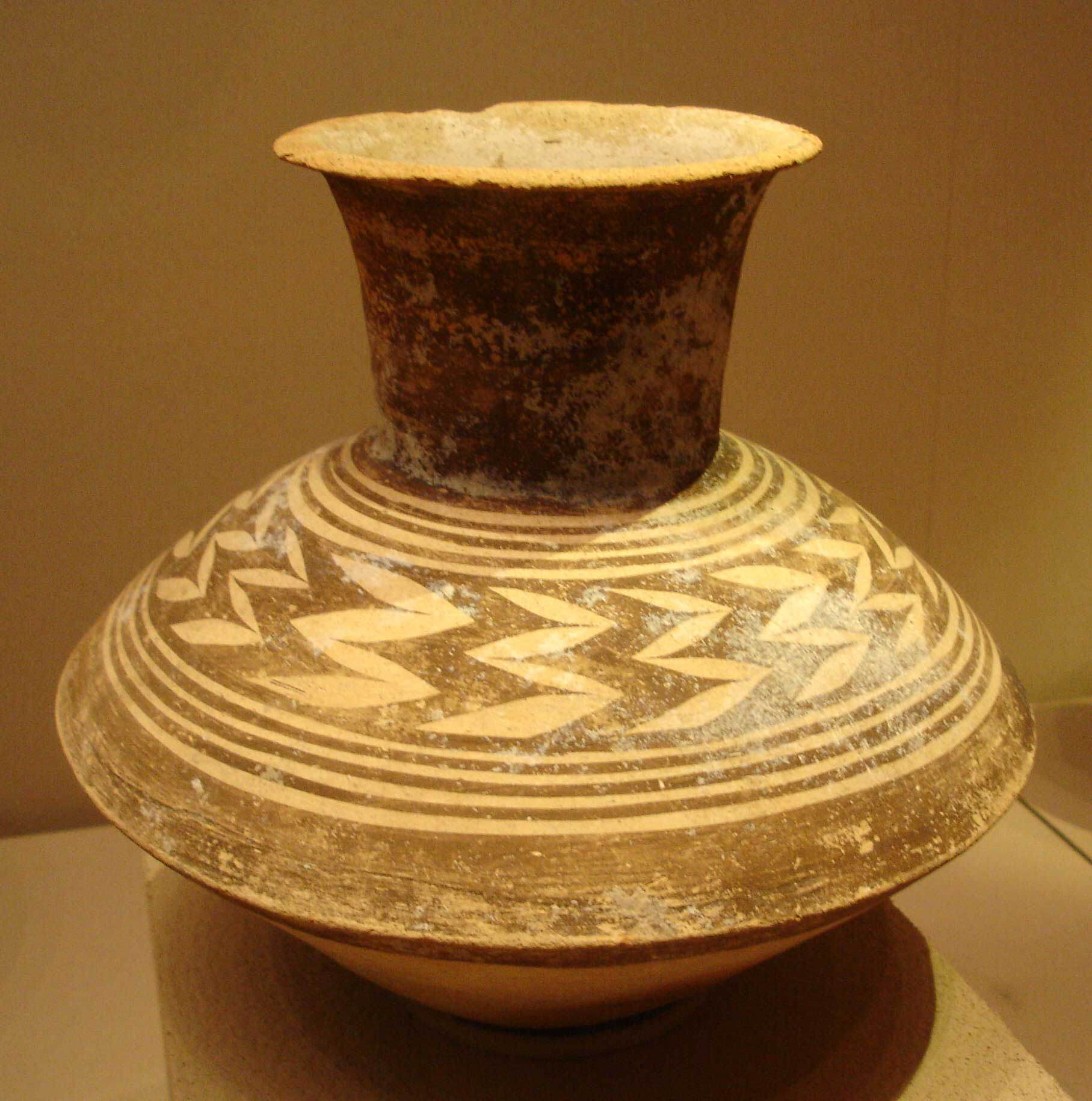
Váza a késő Ubaid-korból (i.e.4500-4000)

Az Ubaid-kultúra a Hasszuna–Szamarra-kultúra (i. e. 5600–5000) és a Halaf-kultúra (i. e. 6100–4200) vetélytársaként jelent meg i. e. 5400 körül, és az első periódus mintegy hat évszázadot ölel fel. Ebben a korban még viszonylag izolált, nem terjed el teljes Mezopotámiában, a Hasszuna–Szamarra-kultúra eltűnése után egy ideig még a halaf áru dominált az északi és nyugati régiókban.
A korai vagy  Ubaid 1 kort Eridu-korszak-nak is szokták nevezni (vagy Ubaid–Eridu 1). Eridu ősiségét a mezopotámiai mitológia is megőrizte. A kor alsó rétegéből feltártak egy egyhelyiséges épületet, a falmélyedésben egy emelvénnyel, égésnyomokkal. A következő rétegben a szoba közepén állt egy emelvény, égésnyomokkal. Ezeket templomként határozták meg. A korszakra sötét festésű kerámia, az ún. Eridu-áru jellemző, amit mintegy 10 lelőhelyen, Eridu mellett Ur és Uruk mellett sikerült felfedezni, de nem kizárt a vastag üledékréteg miatt, hogy máshol is előfordul.

### Ubaid 2
A korszakot a Hádzsi-Muhammad stílusú kerámia megjelenése jelzi. Ezeknél a teljes edény festett, a minták pedig festetlen részekként, mintegy „negatívban” jelennek meg. A kerámia az első korszakhoz képest északabbra, Nippur környékén is fellelhető, de a hasonló stílusú edények keletre, az iráni síkságon is gyakoriak ebben a korban. A Hádzsi-Muhammad stílusú kerámia készítése átnyúlt az Ubaid 3 időszakba.

### Ubaid 3
Ezt a szakaszt a negyedikkel együtt késő Ubaid-kornak, vagy északi Ubaidnak is szokták hívni. i. e. 5400 körültől kezdve nemcsak délen, hanem Észak-Mezopotámiában is elterjedt, ahol felváltotta a Halaf-kultúrát, mint Gavra-kultúra. Ebben a fázisban egy új, egyszerű festett kerámia jelent meg. A Zagrosz hegység kerámiái és az ún középső Szúsziána-kerámia ennek a rokona volt. Az Ubaid-kerámia (3 és későbbi) példányait a Perzsa-öböl mentén szaúdi, bahreini, katari és emirátusokbeli lelőhelyeken is megtalálták. Az anyagvizsgálatok szerint ezek Ur és Eridu környéki agyagból készültek, azaz kereskedelem útján kerültek az öböl mentére. Ebből a korszakból már a házak alaprajzát is ismerjük, a 200 m²-es háromosztatú házak minden bizonnyal egy nagycsalád lakóhelyéül szolgáltak. E korban már rivalizált az Uruk-kultúrával.
Eridu 19 kultúrrétegéből a XI–VIII. rétegek sorolandók ide, ekkor jelenik meg a lassú fazekaskorong, amelyet a korai Uruk-kultúra gyors fazekaskorongja váltott fel.

### Ubaid 4

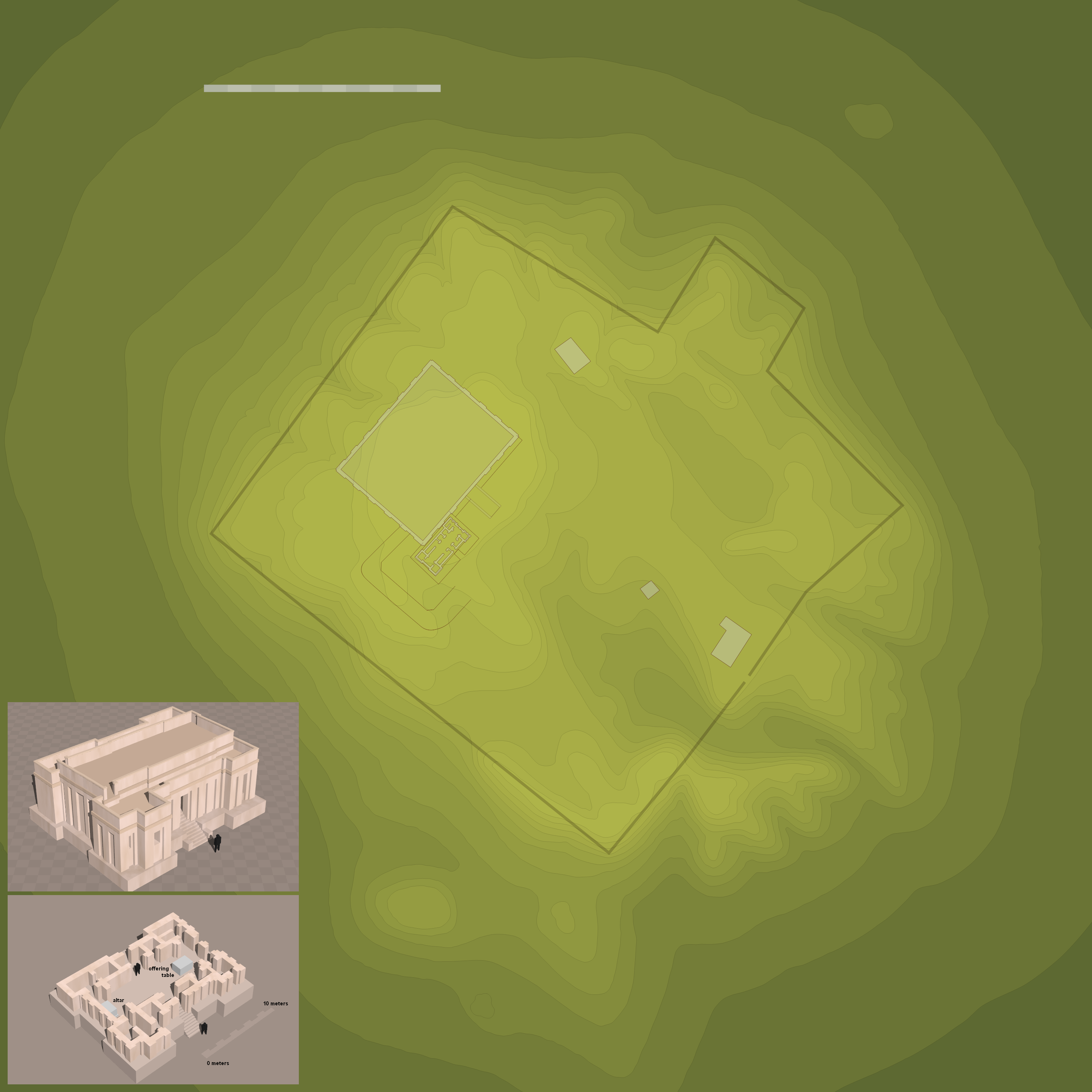
Eridu feltárt alaprajza a templommal és néhány házzal

Ebben az időszakban, az eridui templomok mintegy egy méter magas teraszokon álltak. A későbbi évszázadok folyamán a teraszok magassága fokozatosan növekedett, míg az i. e. 3. évezred végére, már a történelmi időkben ki nem alakult a jellegzetes mezopotámiai zikkuratu, azaz toronytemplom. Eridu mellett Urukban és az észak-mezopotámiai Tepe-Gavra lelőhelyen is találtak Ubaid-templomokat. A háromosztatú templomok alaprajza emlékeztet a lakóházakéra. A korban a települések egymástól elszigeteltek voltak, nem fedezhető fel viszonyukban hierarchia. A településen belül egy-egy vezető jelenlétére a templomon kívül egy-egy nagyobb, de a többihez hasonló alaprajzú lakóépület utal.

## A kor technikája
Ebben a korban sok technikai újítást alkalmaztak, például a rézöntést, a folyami szállításra kis vitorláscsónakokat, az égetett téglás építkezést. Csaknem biztos, hogy már ekkor használták az ekét, kereket, szamarat. Egyes kutatók szerint az ekét i. e. 6000 körül Észak-Mezopotámiában találták fel, és i. e. 3500 körülre datálják azokat az ekebarázdákat, amelyeket Észak-Európában találtak fel és ugyanebből az időből származnak a Lengyelországban feltárt kordémodellek, valamint az Oroszország déli részén sírokból feltárt valódi kordék, de a kerék eredete maga bizonytalan.

## Fordítás
- Ez a szócikk részben vagy egészben  az   Ubaid period című angol Wikipédia-szócikk fordításán alapul.  Az eredeti cikk szerkesztőit annak laptörténete sorolja fel. Ez a jelzés csupán a megfogalmazás eredetét és a szerzői jogokat jelzi, nem szolgál a cikkben szereplő információk forrásmegjelöléseként.